# SMS Moltke (1877)
SMS Moltke – niemiecka żelazna korweta żaglowa z pomocniczym napędem parowym, pozostająca w czynnej służbie w Kaiserliche Marine w latach 1878−1910. Przekształcona później w hulk mieszkalny i przemianowana na "Acheron", funkcjonowała w tej roli do 1920 roku.

## Historia
SMS "Moltke" był jednym z sześciu okrętów (w nomenklaturze niemieckiej: Kreuzerkorvetten) typu Bismarck. Okrętami bliźniaczymi były: SMS "Bismarck", SMS "Blücher", SMS "Gneisenau", SMS "Stein" i SMS "Stosch". Jego budowa rozpoczęła się w Kaiserliche Werft w Gdańsku w 1875, wodowanie odbyło się 18 października 1877, zaś ukończona jednostka weszła do linii 16 kwietnia 1878. Nazwa została nadana dla uczczenia pruskiego feldmarszałka Helmuta von Moltkego.
Podobnie jak pozostałe okręty tego typu, również "Moltke" został pod koniec XIX wieku przekształcony w jednostkę szkolną. Od 1910 był zacumowany jako hulk mieszkalny dla załóg okrętów podwodnych w Kilonii. Rok później przemianowano go na "Acheron", a zwolnioną nazwę nadano wchodzącemu do służby krążownikowi liniowemu SMS "Moltke". "Acheron" został ostatecznie wycofany z eksploatacji i złomowany w Kilonii w 1920.

## Opis konstrukcji
SMS "Moltke" był trójmasztowym żaglowcem rejowym, o powierzchni żagli wynoszącej 2210 m² i pomocniczą dwucylindrową maszyną parową o indukowanej mocy 2500 KM, nadającej jednostce prędkość maksymalną 12,5 węzła. Kadłub o długości całkowitej 82 m wykonany był ze stopu żelaza. Etatowa załoga w początkowym okresie służby wynosiła 18 oficerów oraz 386 podoficerów i marynarzy.
Początkowe uzbrojenie okrętu stanowiło 16 dział kal. 150 mm, umieszczonych po osiem na burtach na pokładzie bateryjnym i strzelających przez furty działowe. W późniejszym okresie liczbę tych dział zmniejszono do 14, instalując dodatkowo dwa działa szybkostrzelne kal. 88 mm.